# ヤセノヴァツ
ヤセノヴァツ（クロアチア語：Jasenovac、セルビア語：Јасеновац）は、クロアチア、スラヴォニア地方の町、およびそれを中心とした基礎自治体であり、シサク=モスラヴィナ郡に属する。ウナ川とサヴァ川の合流地点にある。自治体の人口は2001年時点で2391人であり、うち91%（2179人）はクロアチア人、5.90%（141人）がセルビア人である。クロアチア紛争前の1991年には住民構成は大きく異なっており、総人口は3599人、うちクロアチア人は67.21%（2419人）であり、25.31%（911人）はセルビア人であった。
町の名前はクロアチア語でトネリコ (Jasen)、あるいはトネリコの森を意味しており、この地域に多く見られる。

## 歴史
ヤセノヴァツは、第二次世界大戦中にファシスト組織ウスタシャによって設置された絶滅収容所・ヤセノヴァツ強制収容所によってその名を知られている。
ヤセノヴァツ強制収容所での犠牲者数には諸説あり、多いものでは170万人とするものから、より信頼できる出典による150万人から100万人程度とするものまである。犠牲者の多くはセルビア人であり、この他に反体制派やユダヤ人、ロマなどが多数殺害されている。
ヤセノヴァツ強制収容所は戦後すぐに解体され、現場はしばらく更地となっていたが1966年に『石の花』と呼ばれるモニュメント（スポメニック）が建設され、周辺にヤセノヴァツ記念公園が整備されたことで国内有数の観光地の一つとして1980年代まで名を馳せた。
クロアチア紛争初期の1991年、セルビア人勢力はこの町とボスニア・ヘルツェゴビナとを結ぶサヴァ川に架かる橋を破壊し、ヤセノヴァツ記念公園内にあった強制収容所に関する博物館を破壊した。2005年にクロアチア政府と欧州委員会の出資によって新しい橋がかけられた。